# Ipomelanosi di Ito
L'ipomelanosi di Ito, chiamata anche incontinenza achromians pigmenti, è una rara malattia neurocutanea multisistemica caratterizzata da lesioni cutanee ipopigmentate lungo le linee di Blaschko che si sviluppano nei primi due anni della vita, associati a sintomi neurologici, scheletrici o oculari.
Deve il nome al dermatologo giapponese Minoru Ito che la descrisse nel 1951.
L'ipomelanosi di Ito è normalmente caratterizzata da un'insolita leucodermia a spirali, strisce, spruzzi o chiazze, unilaterali o bilaterali, associata a un quadro clinico molto variabile.

## Epidemiologia
La sua prevalenza è sconosciuta e la sua incidenza in Spagna è stata stimata tra il 1/8500 e 1/10000.
L'ipomelanosi di Ito è 1,5-2,5 volte più comune nelle donne che negli uomini.
Si manifesta quasi sempre prima dei 5 anni di età; nel 75% dei casi prima dei 2 anni.

## Eziologia
Le esatte cause dell'ipomelanosi di Ito non sono state definite.
All'ipomelanosi di Ito sono state associate numerose anomalie cromosomiche anche se nella grande maggioranza dei casi si ritiene che sia dovuta a mutazioni sporadiche.
Sono state osservate solo occasionalmente forme a trasmissione autosomica dominante, recessiva e legata al cromosoma X.
Solo in un 3% dei casi si è riscontrata una familiarità.
Nonostante i recenti progressi, il substrato genetico dell'ipomelanosi di Ito è tutt'altro che omogeneo e non è completamente compreso. Lo schema delle aberrazioni cromosomiche e la natura polimorfica di questa malattia hanno indotto alcuni a credere che l'ipomelanosi di Ito sia un termine descrittivo piuttosto che una vera sindrome.
Alcune ricerche suggeriscono che l'ipomelanosi di Ito non rappresenti un'entità distinta ma piuttosto una manifestazione di diversi stati di mosaicismo

## Clinica
Nell'ipomelanosi di Ito la morfologia della leucodermia melanocitopenica, cioè dovuta all'assenza o scarsità di melanociti nelle aree depigmentate, è particolare. Le chiazze più chiare si sviluppano normalmente lungo le linee di Blaschko e, sul tronco, coprono più di 2 dermatomeri. Possono avere bordi che appaiono più scuri ed essere bilaterali, anche se, normalmente, non sono simmetriche. Nei bambini molto piccoli il contrasto con la pelle non depigmentata può essere così lieve che le chiazze sono individuabili solo con la luce di wood.
Fino al 70% dei casi di ipomelanosi di Ito ha mostrato difficoltà cognitive: difficoltà di apprendimento, lettura e scrittura.
Si manifestano problemi neurologici nel 76% dei casi entro il decimo anno di età.
Questi problemi portano in molti casi a gradi anche severi di ritardo mentale o possono interferire con lo sviluppo della motricità, coordinazione ed equilibrio.
Non sono rare discinesia e atassia.
Nell'ipomelanosi di Ito la macrocefalia è più comune della microcefalia.
L'epilessia debutta nel primo anno di età di circa il 50% dei bambini con l'ipomelanosi di Ito.
A livello scheletrico sono molto frequenti il ritardo nella chiusura delle suture craniali, la bassa statura, la spina bifida occulta e le anomalie dei denti. Più rare la scoliosi e le malformazioni nei piedi e nelle mani o craniofacciali.
A livello oculare sono molto frequenti l'eterocromia dell'iride, lo strabismo, l'aplasia o ipoplasia dell'iride. Più rara l'opacizzazione della cornea. Sono stati riportati anche difetti congeniti del cuore e anomalie dei reni.
Alcuni bambini sono nati con labbro leporino o palatoschisi.

## Diagnosi
Il primo sospetto di ipomelanosi di Ito può nascere quando i cambiamenti della pigmentazione cutanea si verificano in combinazione con i sintomi neurologici, anche se non sono rari i casi in cui l'ipomelanosi di Ito si manifesta solo a livello cutaneo.
La conferma citogenetica della diagnosi può essere difficile.

### Diagnosi differenziale
Molte sindromi neurocutanee possono essere confuse con l'ipomelanosi di Ito.
Una ricerca suggeriva che è virtualmente impossibile distinguere le manifestazioni dermatologiche della ipermelanosi nevoide lineare e a spirale da quelle di un'ipomelanosi di Ito quando si manifesta solo a livello cutaneo.
Nella diagnosi differenziale devono essere considerate: l'incontinentia pigmenti (sindrome di Bloch-Sulzberger), il nevus depigmentosus, la sclerosi tuberosa, la sindrome Pallister-Killian. 
Quando sono presenti anche macchie iperpigmentate la diagnosi differenziale si pone anche con la neurofibromatosi tipo 1 o 2.

## Trattamento
Non si conosce un trattamento specifico per l'ipomelanosi di Ito.
La leucodermia normalmente non richiede un trattamento, mentre per tutte le anomalie associate in funzione della gravità si possono adottare trattamenti specifici. Per l'epilessia e le convulsioni possono essere prescritti anticonvulsivi.

## Prognosi
La prognosi è buona per le sole lesioni cutanee, mentre per le altre anomalie associate, dipende dalla loro gravità.